# Балач (комуна)
Балач (рум. Balaci) — комуна у повіті Телеорман в Румунії. До складу комуни входять такі села (дані про населення за 2002 рік):
- Балач (1190 осіб)
- Бурдень (228 осіб)
- Текуч (1120 осіб)

Комуна розташована на відстані 93 км на захід від Бухареста, 52 км на північний захід від Александрії, 88 км на схід від Крайови.

## Населення
За даними перепису населення 2002 року у комуні проживали 2538 осіб.
Національний склад населення комуни:
| Національність | Кількість осіб | Відсоток |
| -------------- | -------------- | -------- |
| румуни         | 2536           | 99,9%    |
| цигани         | 1              | < 0,1%   |
| серби          | 1              | < 0,1%   |

Рідною мовою назвали:
| Мова      | Кількість осіб | Відсоток |
| --------- | -------------- | -------- |
| румунська | 2537           | > 99,9%  |
| сербська  | 1              | < 0,1%   |

Склад населення комуни за віросповіданням:
| Релігія      | Кількість осіб | Відсоток |
| ------------ | -------------- | -------- |
| православні  | 2490           | 98,1%    |
| баптисти     | 40             | 1,6%     |
| реформати    | 1              | < 0,1%   |
| не релігійні | 1              | < 0,1%   |